# Jezik za označavanje
Jezik za označavanje (енгл. markup language) je moderan sistem za označavanje sadržaja u dokumentu. 
Tehnika označavanja teksta seže još iz perioda pre postojanja računara, kada su ljudi pre štampanja teksta, ručno, na rukopisu označavali na koji način bi pojedini delovi trebalo da budu odštampani(npr. kojom vrstom i veličinom slova). Slična tehnika se koristi i danas, u eri računara, i tekst se dodatno označava informacijama koje ga opisuju. Tehnika eksplicitnog označavanja strukture dokumenata olakšava njihovu automatsku obradu
Jezici za označavanje često, osim što opisuju vizuelnu prezentaciju, opisuju i logičku strukturu dokumenta. Ovo je značajno jer se time omogućava uniformna izmena određenih elemenata dokumenta (na primer svih naslova), odnosno dodeljivanje jednog svojstva svim elementima tog tipa. 
Oznake, kao što su tagovi u HTMLu, služe softveru kojim se pregleda dokument. On ih tumači, a korisniku se prikazuje dokument bez oznaka, ali poštujući formatiranje i instrukcije zadate oznakama.
Najpoznatiji jezici za označavanje su HTML, namenjen opisu veb stranica, ТЕХ, odnosno LAТЕХ, PostScript, RTF... 

## Objektni i meta jezici
Svaki od jezika kao što su HTML i LAТЕХ namenjen je isključivo jednom tipu dokumenta, veb stranama, textualnim dokumentima... Ovakvi jezici se nazivaju objektni jezici. Meta jezici definišu okvire objektnih i omogućavaju formiranje različitih objektnih jezika, ali sa istim osnovnim sintaksnim pravilima. Ovakvi jezici su SGML i XML. 

## Tipovi označavanja
Generalno, postoje tri tipa označavanja.
Prezentaciono označavanje
Ovakvo označavanje koriste WYSIWYG alati. Tekst se uređuje na osnovu grafičke prezentacije koja se menja u okviru aplikacije. Autor teksta obično nema pristup samom kodu, odnosno jeziku za označavanje.
Proceduralno označavanje
Označavanje je u samom tekstu, u vidu instrukcija programu(tekst-procesoru) koje se izvršavaju u trenutku kad ih program "pročita". Ovakav jezik je LAТЕХ
Deskriptivno označavanje
Ovo označavanje se koristi da obeleži delove dokumenta umesto da samo pruži uputstva o tome kako treba da se procesiraju. Cilj je da se razdvoji struktura dokumenta od same obrade. Takvo označavanje se često opisuje kao "semantičko". Primer deskriptivnog označavanja će biti HTML <cite> oznaka , koja se koristi za označavanje citata. Deskriptivno označavanje se ponekad naziva logičko  ili  konceptualno , jer ohrabruje autore da pišu na način koji opisuje materijal konceptualno, ne vizuelno.

## Mapa jezika za označavanje
Ovde su prikazani jezici za označavanje u zavisnosti od primene. Neki od opštih jezika se mogu specifikovati za određen tip dokumenta, ali obrnuto ne važi!

### Meta jezici
GML --> SGML --> XML --> Dijalekti XMLa

### Dokumenti - opšte
| Opisni jezici         | Jezici za prezentacije                           | "Laki" jezici                                                        | Jezici za uputstva                                            |
| - ASN.1 - EBML - YAML | - Rich Text Format - S1000D - TeX - troff - HTML | - BBCode - Markdown - ReStructuredText - setext - Textile - Wikitext | - DocBook - HelpML - LinuxDoc - POD - Microsoft Assistance ML |

### Internet
| World Wide Web                                                            | Korisnički interfejs                                                                    | Sindikacija                              | Web servisi                                   |
| - HTML - XHTML - Wireless ML - Handhelp ML - RDF - Meta Content Framework | - GladeXML - MXML (Macromedia) - User Interface ML - XAML i MyXaml - XForms - XUL / XBL | - Atom - RSS - ICE - OPML i OML - SyncML | - WSDL - XINS - WSCL - WSFL - XML-RPC - Webml |

### Specijalizovani jezici
- 2D grafika: SVG, CGM, VML, InkML.
- 3D grafika: VRML/X3D, STEP.
- Matematika: MathML i OpenMath.
- Muzika: LilyPond i MusicXML.
- Taksonomija: DITA
- Finansije: eXtensible Bussiness Reporting Language, Financial products ML.
- Geomatika: Geography ML.
- Aeronautika: Spacecraft ML.
- Multimedija: Synchronized Multimedia Integration Language.
- Glas: VoiceXML.
- Instant poruke: XMPP.
- Videoigre: BulletML, COLLADA.

## Spoljašnje veze
- Standardi
  - World Wide Web Consortium (W3C)
  - International Organization for Standardization (ISO)
- Internet škola XMLa, HTMLa, CSSa...